# Гідросайзер

Гідросайзер (рис.) — класифікатор з примусовим осадженням і складається з циліндричної камери 1 з паралельними стінками. У гідросайзері використовується висхідний потік води, який створює завислий шар матріалу в камері. Висхідний потік вводиться через патрубок 3 при постійному тиску (не більше 1•105 Па) і заданій швидкості потоку та рівномірно розподіляється в основі гідросайзера крізь розподільчу решітку 4.

## Опис апарата
Висхідний потік води подається окремим насосом з бака постійного рівня. Для кожного з сепараторів необхідно встановлювати окремий насос, але можна використовувати і загальний бак подачі води. При цьому слід виключити перепади тиску при подачі води в камеру сепаратора. Для досягнення потрібного значення швидкості висхідного потоку при пуску установки монтується система клапанів регулювання потоку разом із витратоміром. У верхню частину сепаратора через завантажувальний патрубок 2 безперервно подається вугільний шлам з вмістом твердого 40-60 %. Оптимальна концентрація твердого звичайно досягається обробкою вихідного матеріалу в гідроциклоні. При надходженні частинок збагачуваного матеріалу у висхідний потік відбувається їхнє розділення. Принцип розділення у гідросайзері оснований на осадженні частинок у воді під дією сили ваги, внаслідок чого важкі або крупніші частинки концентруються у нижній частині камери, а легкі або дрібніші частинки — у верхній.
Таким чином, завислий шар створюється на постелі із важких фракцій, яка підтримує шар більш легкої фракції — вугілля. Нові порції рядового шламу, що надходять у гідросайзер, витискують дрібну і легку вугільну фракцію, яка видаляється з переливом у зливний жолоб 6. Густина завислого шару підтримується видаленням залишку крупних або важких фракцій через розвантажувальні клапани, які регулюються електронною системою контролю. Зонд 7, в основі якого розташований датчик тиску, встановлюється на заданому рівні завислого шару для постійного контролю його густини. Датчик перетворює гідростатичний тиск завислого шару на електронний сигнал, який подається на панель управління 8. Якщо густина шару досягає або перевищує задане значення, контролер подає сигнал на електрогідравлічний привод, який відкриває клапан 5. Важкий продукт розвантажується через клапани до тих пір, поки густина шару не зменшиться, після чого клапани закриваються. Швидкість розвантаження через розвантажувальний клапан повинна обиратись таким чином, щоб забезпечити стабільність завислого шару, тому зазор клапана має бути невеликим. Тим самим максимальна крупність частинок обмежується розміром 5 мм. Нижня межа крупності визначається мінералогічним складом і звичайно складає менше 75 мкм. Чим дрібніше матеріал, тим більше в ньому міститься мулів, які можуть спричинити зміну в'язкості висхідного потоку води, і тим самим погіршувати якість легкого продукту. Крім того, швидкість осадження будь-якої частинки обернено пропорційна в'язкості рідини, у якій відбувається її падіння, тому не можна використовувати забруднену воду для створення висхідного потоку в гідросайзері. Очевидно, що зі збільшенням в'язкості циркулюючих потоків, внаслідок вмісту в них завислих речовин, необхідно знижувати швидкість висхідних потоків. Це приводить до зростання густини розділення і погіршення якості кінцевого продукту. Тому для формування висхідного потоку рекомендується використовувати прояснену воду з вмістом твердого до 5 г/л.
Ефективність збагачення вугільного дріб'язку залежить від підтримки стабільної густини завислого шару, що досягається рівномірністю висхідного потоку при постійних швидкості й тиску, а також контролем за накопиченням важких фракцій у завислому шарі.